# Chlorothraupis
Chlorothraupis és un gènere d'ocells de la família dels cardinàlids (Cardinalidae). Antany inclosos als tràupids (Thraupidae) fins estudis com ara Burns et al. 2003. Algunes classificacions han inclòs aquestes espècies al gènere Habia.

## Taxonomia
Segons la Classificació del Congrés Ornitològic Internacional (versió 2.5, 2010) aquest gènere està format per 4 espècies:
- Chlorothraupis carmioli - havia de Carmiol.
- Chlorothraupis frenata - havia embridada.
- Chlorothraupis olivacea - havia d'ulleres.
- Chlorothraupis stolzmanni - havia de Stolzmann.